# Antonio José Ruiz
Antonio José Ruiz Pérez (Pamplona, noviembre 1926 - ibídem, 9 de junio de 2003) fue un cineasta español.

## Biografía
En 1962 se doctora en Ciencias Sociales por la Universidad de Zaragoza. Fundaría en Pamplona la Asesoría Ruiz Piquer con su socio José Oriol Piquer.
Colaborador de radio y televisión, fue especialista en documentales sobre todo acerca de la ciudad de Pamplona, sus fiestas y sus rincones y muchos detalles de la vida cotidiana: se detiene en los sanfermines, las procesiones y el río Arga ejerce especial fascinación. Las películas de Ruiz permiten conocer la evolución de la ciudad y la sociedad en un arco importante de tiempo, pues las más antiguas proceden de los años 30.

## Obra
En 1963 escribió Lucero y otros cuentos. Tres cuentos infantiles llenos de realismo, ternura y emoción. Presenta en 2001 el libro de cuentos El tren blanco.  
Fue colaborador habitual de la Revista Pregón, donde publica en 2001 varios artículos bajo el título Agua Clara. 
Su legado fue donado por la familia al Gobierno de Navarra, y está depositado en la  Filmoteca de Navarra, inaugurada en marzo de 2011, un proyecto que Ruiz impulsó con fuerza. Está constituido por 633 documentos, contenidos en 28 cajas, que incluyen 299 documentos cinematográficos, 215 documentos audiovisuales, 49 instrumentos del utillaje que constituía el taller de filmación y montaje del cineasta, 37 documentos sonoros, 20 documentos impresos, y material cinematográfico virgen. 
Con material inédito y fragmentos de su legado cinematográfico se preparó el DVD póstumo Pamplona, lo que va de ayer a hoy, que Ruiz estaba filmando en el momento de su muerte. La mirada de Ruiz siempre es amable, de tono levemente nostálgico. Junto al valor concreto que tiene para conocer la historia de la ciudad (similar al que pueda tener el médico escrito José Joaquín Arazuri en lo literario, también permite apreciar la evolución de la sociedad española desde la República hasta comienzos del siglo XXI. 

### Filmografía
- Pamplona en el recuerdo 1930-1970 [Video]. Guion y dirección: Antonio José Ruiz. Sonido y música original Javier Asín. Pamplona: Cine Pamplona: Fase 3, 2000.
- Pamplona, evocación del ayer [Video]. Guion y dirección: Antonio José Ruiz. Sonido y música interpretada: Javier Asín. Pamplona: Cine Pamplona, 1990.
- La voz del Runa: A orillas del Arga [Video]. Guion y dirección: Antonio José Ruiz; realización cinematográfica de Javier González Purroy; presentación de Manuel Monje Martínez. Pamplona: Cine Pamplona, 1990.
- Rincones y nostalgias de Pamplona [Video]. Guion, texto y dirección: Antonio José Ruiz. Sonido: Javier Asín. Pamplona: Cine Pamplona, 1991-1998.
- Pamplona, lo que va de ayer a hoy [Video]. Guion y filmación: Antonio José Ruiz; producción: Iñaki Sarasola. Pamplona: Gobierno de Navarra, 2005.[4][5]

## Premios
En 2001 se le concedió el Gallico de Oro que la Sociedad Napardi otorga cada año "a una persona nacida o vinculada a Pamplona, que por su trabajo y dedicación, haya destacado de manera sobresaliente, en el campo de las artes, las ciencias, el deporte, la cultura o las humanidades, con exclusión de méritos y valores políticos y religiosos", como se dice en el acta de constitución del premio. El premio hace alusión a una leyenda ciudadana en torno al gallo de la iglesia de San Cernin, en Pamplona.